# Gommecourt Wood New Cemetery
Gommecourt Wood New Cemetery is een begraafplaats gelegen in de Franse plaats Foncquevillers (Pas-de-Calais). De militaire graven worden onderhouden door de Commonwealth War Graves Commission.
De begraafplaats telt 284 geïdentificeerde Gemenebest graven uit de Eerste Wereldoorlog.